# Pangolí xinès
El pangolí xinès (Manis pentadactyla) és una espècie de pangolí que habita el nord de l'Índia, el Nepal, Bhutan, possiblement Bangladesh, a través de Myanmar fins al nord d'Indoxina, passant per gran part del sud de la Xina, incloent-hi les illes de Taiwan i Hainan.